# Васильев, Вячеслав Дмитриевич
Вячеслав Дмитриевич Васильев (28 сентября 1901 года, Вятка — 19 апреля 1970 года, Тамбов) — советский военный деятель, генерал-майор (13 ноября 1943 года).

## Начальная биография
Вячеслав Дмитриевич Васильев родился 28 сентября 1901 года в Вятке.

## Военная служба

### Гражданская война
В феврале 1919 года призван в ряды РККА и зачислен в местный конный запас в Вятке, после чего принимал участие в борьбе против бандформирований на территории Глазовского, Уржумского и Яранского уездов Вятской губернии.
В феврале 1921 года направлен на учёбу на 6-е Рязанские кавалерийские курсы. В период с марта по ноябрь того же года в составе 1-го сводного курсантского кавалерийского полка В. Д. Васильев участвовал в ликвидации вооружённых отрядов под руководством А. С. Антонова. После окончания боевых действий курсы передислоцированы в Кирсанов (Тамбовская губерния) и переименованы в 6-е Кирсановские кавалерийские курсы.

### Межвоенное время
После окончания курсов В. Д. Васильев в апреле 1922 года направлен в Объединённую военную школу имени ВЦИК, и во время учёбы с августа 1924 года исполнял должность помощника командира взвода курсантов. После окончания учёбы в августе 1925 года направлен в 66-й кавалерийский полк в составе 2-й отдельной Кавказской кавалерийской бригады (Кавказская Краснознамённая армия), в котором служил командиром взвода, эскадрона и начальником штаба полка и принимал участие в подавлении бандформирований на территории Закавказья. С мая 1930 года служил на должностях начальника оперативного отделения и начальника оперативной части штаба этой же 2-й отдельной Кавказской кавалерийской бригады.
В ноябре 1930 года направлен на учёбу на специальные курсы усовершенствования командного состава при 8-м отделе Штаба РККА в Военной академии имени М. В. Фрунзе, которые окончил в апреле 1931 года и в июле назначен на должность заместителя начальника 8-го отдела штаба Кавказской Краснознамённой Армии.
В августе 1936 года капитан В. Д. Васильев назначен на должность начальника штаба 124-го Донского казачьего полка (13-я Донская казачья дивизия, Северо-Кавказский военный округ), а в феврале 1938 года направлен в командировку в Монгольскую Народную Республику, где назначен инструктором 17-го кавалерийского полка в составе 6-й кавалерийской дивизии (Монгольская народно-революционная армия), а в октябре — инструктором этой же 6-й кавалерийской дивизии, после чего участвовал в боевых действиях на реке Халхин-Гол, после окончания которых переведён на должность инструктора 1-й кавалерийской дивизии МНРА.
В октябре 1940 года майор В. Д. Васильев назначен помощником командира по строевой части 5-го кавалерийского полка в составе 9-й кавалерийской дивизии, а 5 апреля 1941 года — командиром 108-го кавалерийского полка в составе этой же дивизии, входившей в Одесский военный округ и дислоцировавшейся в Бессарабии.

### Великая Отечественная война
С началом войны 9-я кавалерийская дивизия занимала оборонительный рубеж по восточному берегу р. Прут с целью не допустить противника на восточный берег и уничтожить железнодорожный и деревянный мосты у деревни Фальчи, где вела боевые действия до 19 июля, после чего отошла за Днестр. С 5 августа дивизия была в непосредственном подчинении командования Южного фронта и в период с 10 по 15 сентября из Мелитополя передислоцирована в район города Ромны, где включена в конно-механизированную группу под командованием генерала П. А. Белова (Юго-Западный фронт), после чего принимала участие в ходе Киевской оборонительной операции, а затем вела бои в районе Шепетовки и Богодухова. В октябре 9-я кавалерийская выведена в резерв Ставки Верховного Главнокомандования и к 9 ноября передислоцирована в район Михнево и Серпухова южнее Москвы, после чего принимала участие в ходе Тульской оборонительной операции. За проявленные мужество и героизм в боях, организованность и дисциплину 108-й кавалерийский полк 26 ноября 1941 года преобразован в 8-й гвардейский, а 9-я кавалерийская дивизия — во 2-ю гвардейскую и позже принимала участие в ходе контрнаступления под Москвой, Калужской наступательной операции и освобождении городов Сталиногорск, Узловая и Козельск.
В январе 1942 года полковник В. Д. Васильев назначен на должность заместителя командира 2-й гвардейской кавалерийской дивизии, которая вскоре пересекла Варшавское шоссе и участвовала в пятимесячном рейде по тылам войск противника в направлении Вязьма, Смоленск и Дорогобуж. В период с 3 мая по 30 июня исполнял должность командира дивизии. В июне дивизия вышла к своим войскам в районе города Киров и после пополнения и вела боевые действия на реке Жиздра.
В сентябре переведён на должность заместителя командира 7-й гвардейской кавалерийской дивизии, которая с января 1943 года принимала участие в ходе Ворошиловградской наступательной, Харьковских наступательной и оборонительной операций. 22 марта полковник В. Д. Васильев назначен командиром этой же дивизии, которая вскоре принимала участие в ходе битвы за Днепр, Киевской, Ровно-Луцкой и Проскуровско-Черновицкой наступательных операций.
6 апреля 1944 года тяжело ранен, после чего лечился в госпитале и после выздоровления в январе 1945 года назначен на должность начальника 2-го Тамбовского кавалерийского училища.

### Послевоенная карьера
После окончания войны находился на прежней должности.
Генерал-майор Вячеслав Дмитриевич Васильев с февраля 1946 года находился в распоряжении командующего кавалерией Красной армии и 20 декабря того же года вышел в отставку. Умер 19 апреля 1970 года в Тамбове. Похоронен на Воздвиженском кладбище города.

## Награды
- Орден Ленина;
- Четыре ордена Красного Знамени;
- Орден Суворова 2 степени;
- Орден Отечественной войны 1 степени;
- Медали.

Иностранные награды
- Орден Красного Знамени (МНР).

Почётные звания
- Почётный гражданин города Узловая[2]

## Память
В городе Узловая (Тульская область) в честь В. Д. Васильева названа улица, на которой установлены бронзовый бюст и мемориальная доска